# The Cricket on the Hearth (film 1914 Johnston)
The Cricket on the Hearth è un cortometraggio muto del 1914 diretto da Lorimer Johnston.

## Produzione
Il film fu prodotto dall'American Film Manufacturing Company (come Flying A).

## Distribuzione
Distribuito dalla Mutual, il film - un cortometraggio in due bobine - uscì nelle sale cinematografiche degli Stati Uniti il 16 febbraio 1914.